# Aerobic-Weltmeisterschaften
Die Aerobic-Weltmeisterschaften sind ein Sportereignis, bei dem in verschiedenen Wettbewerben die Weltmeister im Sportaerobic ermittelt werden. Die ersten Weltmeisterschaften wurden 1995 in Paris ausgetragen. Ursprünglich fanden die Titelkämpfe jährlich statt, seit 2000 werden sie im zweijährigen Turnus veranstaltet. Organisator ist der Weltturnverband (FIG).

## Austragungsorte
| Jahr | Wettbewerb | Stadt     | Land                |
| ---- | ---------- | --------- | ------------------- |
| 1995 | 1          | Paris     | Frankreich          |
| 1996 | 2          | Den Haag  | Niederlande         |
| 1997 | 3          | Perth     | Australien          |
| 1998 | 4          | Catania   | Italien             |
| 1999 | 5          | Hannover  | Deutschland         |
| 2000 | 6          | Riesa     | Deutschland         |
| 2002 | 7          | Klaipėda  | Litauen             |
| 2004 | 8          | Sofia     | Bulgarien           |
| 2006 | 9          | Nanjing   | Volksrepublik China |
| 2008 | 10         | Ulm       | Deutschland         |
| 2010 | 11         | Rodez     | Frankreich          |
| 2012 | 12         | Sofia     | Bulgarien           |
| 2014 | 13         | Cancún    | Mexiko              |
| 2016 | 14         | Incheon   | Südkorea            |
| 2018 | 15         | Guimarães | Portugal            |
| 2021 | 16         | Baku      | Aserbaidschan       |
| 2022 | 17         | Guimarães | Portugal            |
| 2024 | 18         | Pesaro    | Italien             |

## Einzel Frauen
| Jahr |    | Gold                  | Silber                  | Bronze                |
| ---- | -- | --------------------- | ----------------------- | --------------------- |
| 1995 | 1  | Carmen Valderas Muñoz | Patsy Tierney           | Isamara Secati        |
| 1996 | 2  | Isamara Secati        | Juanita Little          | Chloé Maigre          |
| 1997 | 3  | Juanita Little        | Yuriko Ito              | Chloé Maigre          |
| 1998 | 4  | Yuriko Ito            | Isamara Secati          | Izabela Lăcătuş       |
| 1999 | 5  | Yuriko Ito            | Izabela Lăcătuş         | Patsy Tierney         |
| 2000 | 6  | Izabela Lăcătuş       | Isamara Secati          | Ljudmila Kowattschewa |
| 2002 | 7  | Yuriko Ito            | Izabela Lăcătuş         | Mihaela Pohoaţă       |
| 2004 | 8  | Angela McMllian       | Giovanna Lecis          | Mihaela Pohoaţă       |
| 2006 | 9  | Marcela Lopez         | Huang Jinxuan           | Elmira Dassaeva       |
| 2008 | 10 | Marcela Lopez         | Cristina Simona Nedelcu | Angela McMllian       |
| 2010 | 11 | Marcela Lopez         | Giulia Bianchi          | Angela McMllian       |
| 2012 | 12 | Sara Moreno           | Aurelie Joly            | Lubov Gazov           |
| 2014 | 13 | Lubov Gazov           | Oana Constantin         | Aurelie Joly          |
| 2016 | 14 | Oana Constantin       | Yu Yangyang             | Aurelie Joly          |
| 2018 | 15 | Riri Kitazume         | Anastasiia Ziubina      | Anna Bullo            |
| 2021 | 16 | Ayse Onbasi           | Darina Pashova          | Daria Tikhonova       |
| 2022 | 17 | Anastasiia Kurashvili | Ayse Onbasi             | Nea Kivelae           |

## Einzel Männer
| Jahr |    | Gold               | Silber           | Bronze                    |
| ---- | -- | ------------------ | ---------------- | ------------------------- |
| 1995 | 1  | Mario Luis Americo | Alain Courte     | Kwang-Soo Park            |
| 1996 | 2  | Kwang-Soo Park     | Kalojan Kaloinow | Claudio Franzen           |
| 1997 | 3  | Kwang-Soo Park     | Kalojan Kaloinow | Andrei Nezezon            |
| 1998 | 4  | Jonathan Canada    | Kwang-Soo Park   | Stanislaw Martschenkow    |
| 1999 | 5  | Kwang-Soo Park     | Olivier Florid   | Halldör Birgir Johannsson |
| 2000 | 6  | Jonatan Canada     | Kwang-Soo Park   | Claudiu Moldovan          |
| 2002 | 7  | Jonatan Canada     | Grégory Alcan    | Stanislaw Martschenkow    |
| 2004 | 8  | Grégory Alcan      | Remus Nicolai    | Sergei Konstantinow       |
| 2006 | 9  | Ao Jinping         | Ivan Parejo      | Mircea Zamfir             |
| 2008 | 10 | Ivan Parejo        | Morgan Jacquemin | Ao Jinping                |
| 2010 | 11 | Morgan Jacquemin   | Mircea Zamfir    | Kieran Gorman             |
| 2012 | 12 | Ivan Parejo        | Mircea Zamfir    | Mircea Brinzea Liangfa Li |
| 2014 | 13 | Ivan Veloz         | Benjamin Garavel | Daniel Bali               |
| 2016 | 14 | Mizuki Saito       | Daniel Bali      | Ivan Veloz                |
| 2018 | 15 | Mizuki Saito       | Daniel Bali      | Ivan Veloz                |
| 2021 | 16 | Miquel Mane        | Roman Semenov    | Lucas Barbosa             |
| 2022 | 17 | Kim Han-jin        | Miquel Mane      | Davide Nacci              |